# Разлом

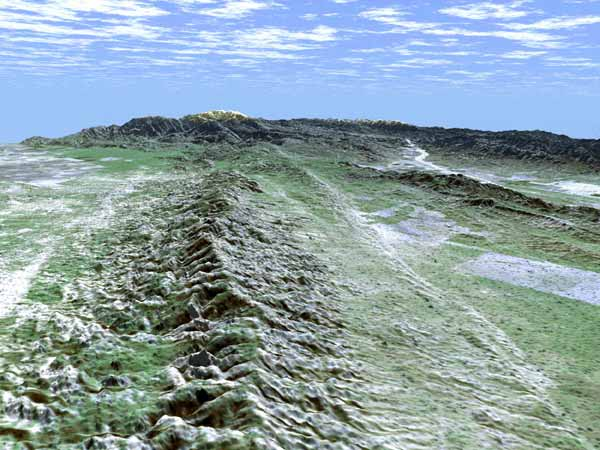
Разлом Сан-Андреас Калифорния, США

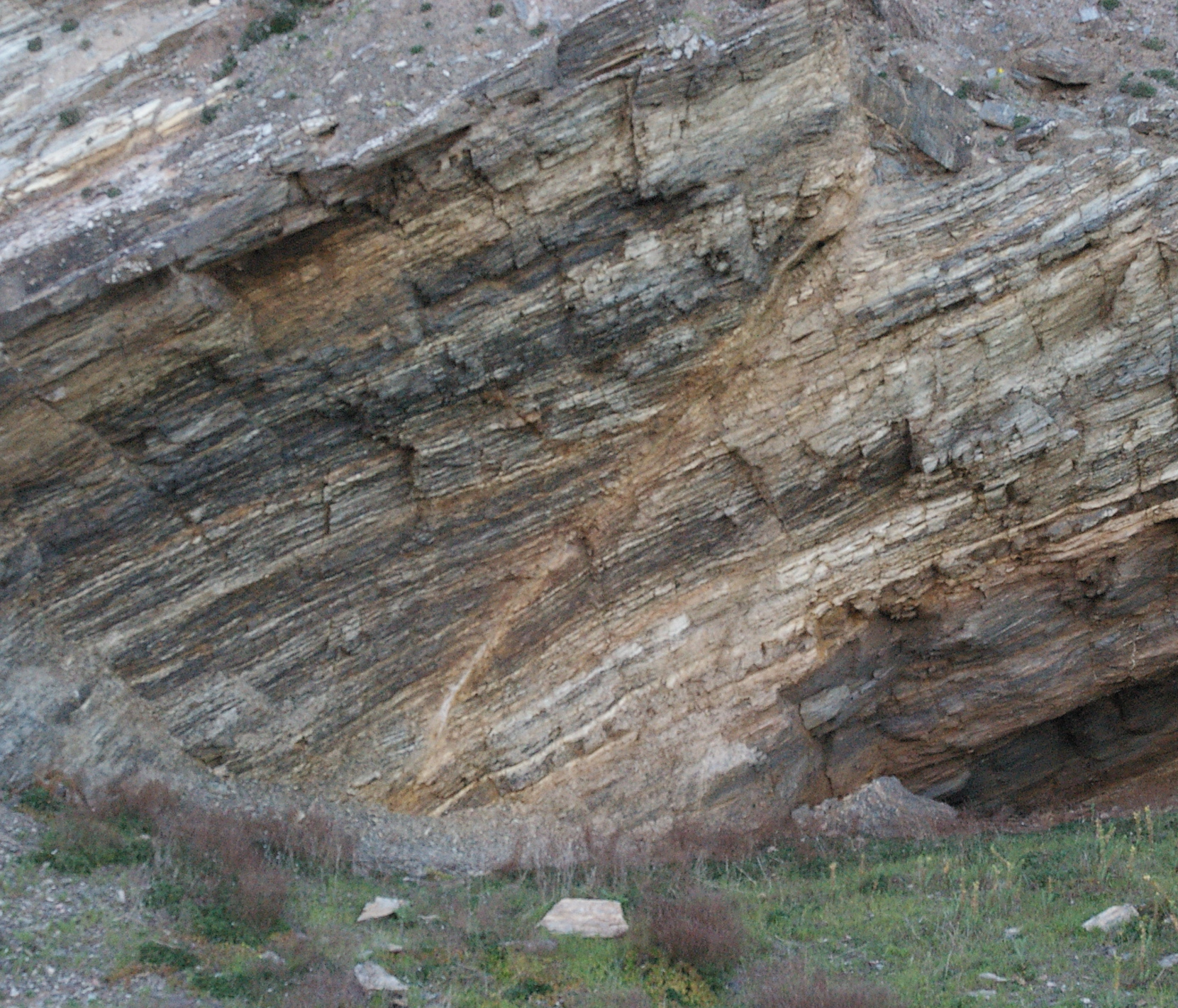
Разлом в метаморфическом слое возле Аделаиды, Австралия

Геологический разлом, или разрыв — нарушение сплошности горных пород, без смещения (трещина) или со смещением пород по поверхности разрыва. Разломы доказывают относительное движение земных масс. Крупные разломы земной коры являются результатом сдвига тектонических плит на их стыках. В зонах активных разломов часто происходят землетрясения как результат выброса энергии во время быстрого скольжения вдоль линии разлома. Так как чаще всего разломы состоят не из единственной трещины или разрыва, а из структурной зоны однотипных тектонических деформаций, которые ассоциируются с плоскостью разлома, то такие зоны называют зонами разлома.
Две стороны невертикального разлома называют висячий бок и подошва (или лежачий бок) — по определению, первое происходит выше, а второе ниже линии разлома. Эта терминология пришла из горной промышленности.

## Типы разломов
Геологические разломы делятся на три основные группы в зависимости от направления движения. Разлом, в котором основное направление движения происходит в вертикальной плоскости, называется разломом со смещением по падению; если в горизонтальной плоскости — то сдвигом. Если смещение происходит в обеих плоскостях, то такое смещение называется сбросо-сдвигом. В любом случае, наименование применяется к направлению движения разлома, а не к современной ориентации, которая могла быть изменена под действием местных либо региональных складок либо наклонов.

### Разлом со смещением по падению
Разломы со смещением по падению делятся на сбросы, взбросы и надвиги. Сбросы происходят при растяжении земной коры, когда один блок земной коры (висячий бок) опускается относительно другого (подошвы). Участок земной коры, опущенный относительно окружающих участков сброса и находящийся между ними, называется грабеном. Если участок наоборот приподнят, то такой участок называют горстом. Сбросы регионального значения с небольшим углом называют срывом, либо отслаиванием. Взбросы происходят в обратном направлении — в них висячий бок движется наверх относительно подошвы, при этом угол наклона трещины превышает 45°. При взбросах земная кора сжимается. Ещё один вид разлома со смещением по падению — это надвиг, в нём движение происходит аналогично взбросу, но угол наклона трещины не превышает 45°. Надвиги обычно формируют скаты, рифты и складки. В результате образуются тектонические покровы и клиппы. Плоскостью разлома называется плоскость, вдоль которой происходит разрыв.

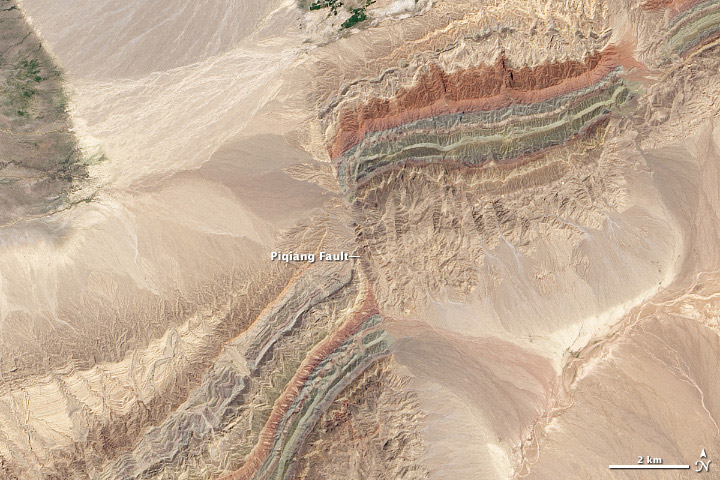
Спутниковый снимок сдвига Пицян, КНР, расположенного в пустыне Такла-Макан, координаты:

### Сдвиги
При сдвиге  стороны перемещаются друг относительно друга горизонтально (влево либо вправо). Отдельным[уточнить] видом сдвига является трансформный разлом.

## Горные породы разломов
Все разломы имеют измеримую толщину, которую вычисляют по величине деформированных пород, по которым определяют слой земной коры, где произошёл разрыв, типу горных пород, подвергшихся деформации и присутствию в природе жидкостей минерализации. Разлом, проходящий через различные слои литосферы, будет иметь различные типы горных пород на линии разлома. Длительное смещение по падению приводит к накладыванию друг на друга пород с характеристиками разных уровней земной коры. Это особенно заметно в случаях срывов или крупных надвигов.
Основными типами горных пород при разломах («тектонитов») являются следующие:
- Катаклазит — порода, текстура которой обусловлена бесструктурным тонкозернистым веществом породы.
- Милонит — сланцевая метаморфическая горная порода, образовавшаяся при движении масс горных пород по поверхностям тектонических разрывов, при раздроблении, перетирании и сдавливании минералов исходных пород.
- Тектоническая брекчия — горная порода, состоящая из остроугольных, неокатанных обломков пород и соединяющего их цемента. Образуется в результате дробления и механического истирания горных пород в зонах разломов.
- Сбросовая грязь — несвязанная, богатая глиной мягкая порода, в добавление к ультрамелкозернистому катализиту, который может иметь плоский структурный рисунок и содержать < 30 % видимых фрагментов.
- Псевдотахилит — ультрамелкозернистая, стекловидная порода, обычно чёрного цвета.

Разломы часто являются геохимическими барьерами — поэтому к ним приурочены скопления твёрдых полезных ископаемых. Также они часто непреодолимы (из-за смещения горных пород) для рассолов, нефти и газа, что способствует формированию их ловушек — месторождений.

## Индикация глубинных разломов
Расположение глубинных разломов определяется и картируется (картографируется) на поверхности Земли с использованием дешифрирования космических снимков, геофизических методов исследования — разнообразных видов сейсмического зондирования земной коры, магнитной съёмки, гравиметрической съёмки. Также часто применяются и геохимические методы — в частности, радоновая и гелиевая съёмка.
Гелий как продукт распада радиоактивных элементов, насыщающих верхний слой земной коры, просачивается по трещинам, поднимается в атмосферу, а затем в космическое пространство. Такие трещины и особенно места их пересечения обладают высокими концентрациями гелия. Это явление было впервые установлено российским геофизиком И. Н. Яницким во время поисков урановых руд, признано как научное открытие и занесено в Государственный реестр открытий СССР под № 68 с приоритетом от 1968 г. в следующей формулировке: «Экспериментально установлена неизвестная ранее закономерность, заключающаяся в том, что распределение аномальных (повышенных) концентраций свободного подвижного гелия зависит от глубинных, в том числе рудоносных, разломов земной коры».